# Manuel Alvess
Manuel Alvess est un artiste contemporain portugais né le 29 janvier 1939 à Viseu (Portugal) et mort le 15 mars 2009 à Paris,.

## Parcours
Après ses études aux Beaux-Arts à Lisbonne, Manuel Alvess (qui a ajouté un "s" à son nom pour  l'accorder à la prononciation française) s'est établi en France, à Paris, en 1963.  Il avait déjà exposé deux fois  au Portugal, en 1959 et en 1961, lorsqu’il participe, à Paris, en 1963, au Salon des Surindépendants, ces artistes qui refusaient plus que d’autres les carcans et les écoles.
Manuel Alvess  montre des tableaux dans des expositions à Amiens en 1965,  à Ostende (Belgique) en 1968. Il y obtient le "Prix Europe peinture". Il est présenté au 17e Salon de la Jeune Peinture au Musée d’art moderne de la Ville de Paris en 1966. En 1969, il y revient et participe aussi à la Biennale de Paris. De 1971 à 1977, il se fait remarquer par des performances, au Salon de Mai, à la Biennale de Paris, à Paris, à Genève, à Lisbonne, à Porto…

## Art postal
Manuel Alvess est un des initiateurs de l’ « art postal » dont on voit les inventions à Barcelone, à Avignon (1980), à Troyes (1983), au Musée de la Poste à Paris (1995), à Porto (1997). 
En 2001, il entre au Musée d’art contemporain de la Fondation  Serralves à Porto, à la Fondation Gulbenkian (en 2007 ). 
En 2008, le Musée de la Fondation de Serralves lui consacre une grande exposition personnelle. 
En 2010, de janvier à juin, il est une des pièces maîtresses de l’exposition des artistes de la Fondation, en Bretagne, au domaine de Kerguéhennec, espace d’art contemporain. 
Et achat d'une œuvre par le Frac Bretagne ("Blanc", 1964, acrylique sur toile et métal, 118,5 x 83 x 3 cm).